# Grönlands herrlandslag i fotboll
Grönlands herrlandslag i fotboll representerar Grönland men spelar inte i kval till VM eller kontinentala mästerskap,

## Historik
Laget spelade sin första match i Sauðárkrókur den 2 juli 1980, då man förlorade mot Färöarna med 6–0 under Greenland Cup.
Grönlands fotbollsförbund bildades 1971 och är hittills varken medlem i Fifa, Concacaf eller Uefa. Då förbundet inte är med i FIFA och i då ön tillhör kungariket Danmark kan grönländska spelare spela för det danska landslaget. Den mest kände grönlandsfödde fotbollsspelaren är Jesper Grønkjær.

### Internationella öspelen
- 1989 - 4:e plats
- 1991 - 8:e plats (sist)
- 1993 - 4:e plats
- 1995 - 4:e plats
- 1997 - 9:e plats (sist)
- 1999 - 8:e plats
- 2001 - 9:e plats
- 2003 - 10:e plats
- 2005 - 8:e plats
- 2007 - deltog ej
- 2009 - 12:e plats
- 2011 - 11:e plats
- 2013 - 2:a plats

### Övriga turneringar
Grönland deltog i 2006 års FIFI Wild Cup som avgjordes i Hamburg, Tyskland i samband med fotbolls-VM. Grönland slutade sist i sin grupp efter förluster mot Nordcypern (0–1) och Zanzibar (2–4).

## Tränare
| År        | Förbundskapten      |
| --------- | ------------------- |
| 1977–1979 | Niels Møller        |
| 1979–1984 | Uvdlo Jakobsen      |
| 1984–1986 | Lars Lundblad       |
| 1989–1991 | Simon Simonsen      |
| 1993–1995 | Isak Nielsen Kleist |
| 1996      | Ulf Abrahamsen      |
| 1997–1999 | Lars Olsvig         |
| 2000–2002 | Sepp Piontek        |
| 2003–2004 | Jens Tang Olesen    |
| 2004      | Sepp Piontek        |
| 2004–2010 | Jens Tang Olesen    |
| 2010–2019 | René Olsen          |
| 2020–     | Morten Rutkjær      |

## Team 2009[1]
- (GK) Loqe Svane 	(B-67)
- (GK) Anders Cortsen	(Nagdlunguaq-48)
- Aputsiaq Birch 	(B-67)
- Jim Degn Olsvig	(Nagdlunguaq-48)
- Jens Jacobsen 	(Nagdlunguaq-48)
- Joorsi Skade	(Eqaluk 56)
- Lars-Niels Bertherlsen 	(B-67)
- Aputsiaq Hansen (Kissaviarsuk-33)
- Hans Knudsen 	(Kissaviarsuk-33)
- Peri Fleischer	(SAK)
- Maasi Maqe 	(B-67)
- John Eldevig 	(B-67)
- Anders Petersen 	(Nuuk)
- Kaali Matthaeussen	(Nagdlunguaq-48)
- Pavia Molgaard 	(SAK)
- Jens Knud Lennert 	(Kissaviarsuk-33)
- Thomas Brandt 	(SAK)